# تشارلز أوكلي
تشارلز أوكلي (بالإنجليزية: Charles Oakley)‏ مواليد 18 ديسمبر 1963 في كليفلاند، هو لاعب كرة سلة أمريكي سابق تحول إلى التدريب بعد الاعتزال. لعب في الرابطة الوطنية لكرة السلة مع شيكاغو بولز وعدة فرق أخرى إلى أن اعتزل في هيوستن روكتس.

## فرق لعب لها
- شيكاغو بولز
- نيويورك نيكس
- تورونتو رابتورز
- واشنطن ويزاردز
- هيوستن روكتس

## روابط خارجية
- تشارلز أوكلي على موقع إن بي أي (الإنجليزية)
- تشارلز أوكلي على موقع سبورتس رفرنس (الإنجليزية)
- تشارلز أوكلي على موقع كرة السلة الأوروبية.كوم (الإنجليزية)
- تشارلز أوكلي على موقع إي إس بي إن.كوم (الإنجليزية)
- تشارلز أوكلي على موقع ريلجم (الإنجليزية)
- تشارلز أوكلي على موقع بروبوليرز (الإنجليزية)
- تشارلز أوكلي على موقع سبورتس رفرنس (الإنجليزية)
- تشارلز أوكلي على موقع قاعة فرجينيا للمشاهير الرياضية (الإنجليزية)